# اچ‌ام‌اس آنتریم (۱۹۰۳)
اچ‌ام‌اس آنتریم (۱۹۰۳) (به انگلیسی: HMS Antrim (1903)) یک کشتی بود که طول آن ۴۷۳٫۵ فوت (۱۴۴٫۳ متر) بود. این کشتی در سال ۱۹۰۳ ساخته شد.